# Ribjek, Mokronog - Trebelno
Ribjek je naselje v Občini Mokronog - Trebelno.